# Cordilheira Wind River

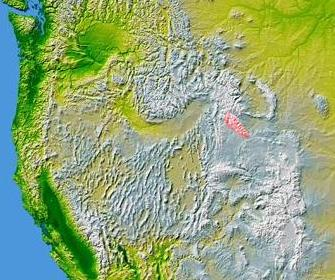
Localização da cordilheira Wind River

A Cordilheira Wind River (em inglês:  Wind River Range ou informalmente os «Winds», ventos), é uma cordilheira dos Estados Unidos localizada no oeste do estado do Wyoming, e subcordilheira na parte oriental das Montanhas Rochosas. A cordilheira segue a direção aproximada NW—SE, ao longo de 160 km. Há mais de 40 outros picos com altitudes superiores a 3 962 metros. A maior parte da cadeia montanhosa encontra-se incluída na área de duas florestas nacionais, a Floresta Nacional de Shoshone (no lado este) e a Floresta Nacional Bridger-Teton (no lado oeste).
A divisória continental da América do Norte segue os tergos desta cordilheira e passa pelo pico Gannett (4207 m de altitude), o mais alto da cordilheira e do estado do Wyoming.

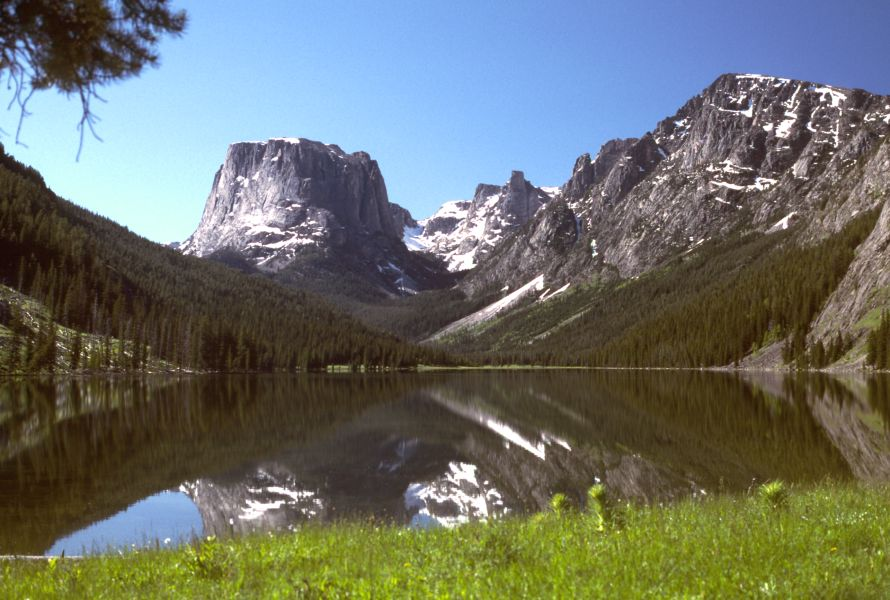
Lagos de Green River e Monte Squaretop, Wyoming